# Otto Waldis
Otto Waldis est un acteur autrichien, né à Vienne le 20 mai 1901, et mort à Hollywood en Californie, le 25 mars 1974.

## Filmographie partielle

### Cinéma
- 1931 : Les Treize Malles de monsieur O. F. (Die Koffer des Herrn O.F.) d'Alexis Granowsky
- 1947 : L'Exilé (The Exile), de Max Ophüls
- 1948 : Lettre d'une inconnue (Letter from an Unknown Woman), de Max Ophüls
- 1948 : Berlin Express, de Jacques Tourneur
- 1949 : Bagdad, de Charles Lamont
- 1949 : Incident de frontière (Border Incident), d'Anthony Mann
- 1949 : Aventure en Irlande (The Fighting O'Flynn)  d'Arthur Pierson
- 1950 : Chasse aux espions (Spy Hunt) de George Sherman
- 1951 : L'Oiseau de paradis (Bird of Paradise), de Delmer Daves
- 1951 : Unknown World de Terry O. Morse
- 1952 : Tout peut arriver (Anything Can Happen), de George Seaton
- 1952 : L'Affaire Cicéron (Five Fingers), de Joseph L. Mankiewicz
- 1952 : Le Mystère du château noir (The Black Castle), de Nathan Juran
- 1953 : On se bat aux Indes (Rogue's March) d'Allan Davis (en)
- 1954 : Un grain de folie (Knock on Wood), de Melvin Frank et Norman Panama
- 1956 : Ride the High Iron de Don Weis
- 1958 : L'Attaque de la femme de 50 pieds (Attack of the 50 Foot Woman), de Nathan Juran

### Télévision
- 1956 : Lassie, série, épisode Friendship, réalisé par Lesley Selander
- 1956 : Crusader